# 青鞜社

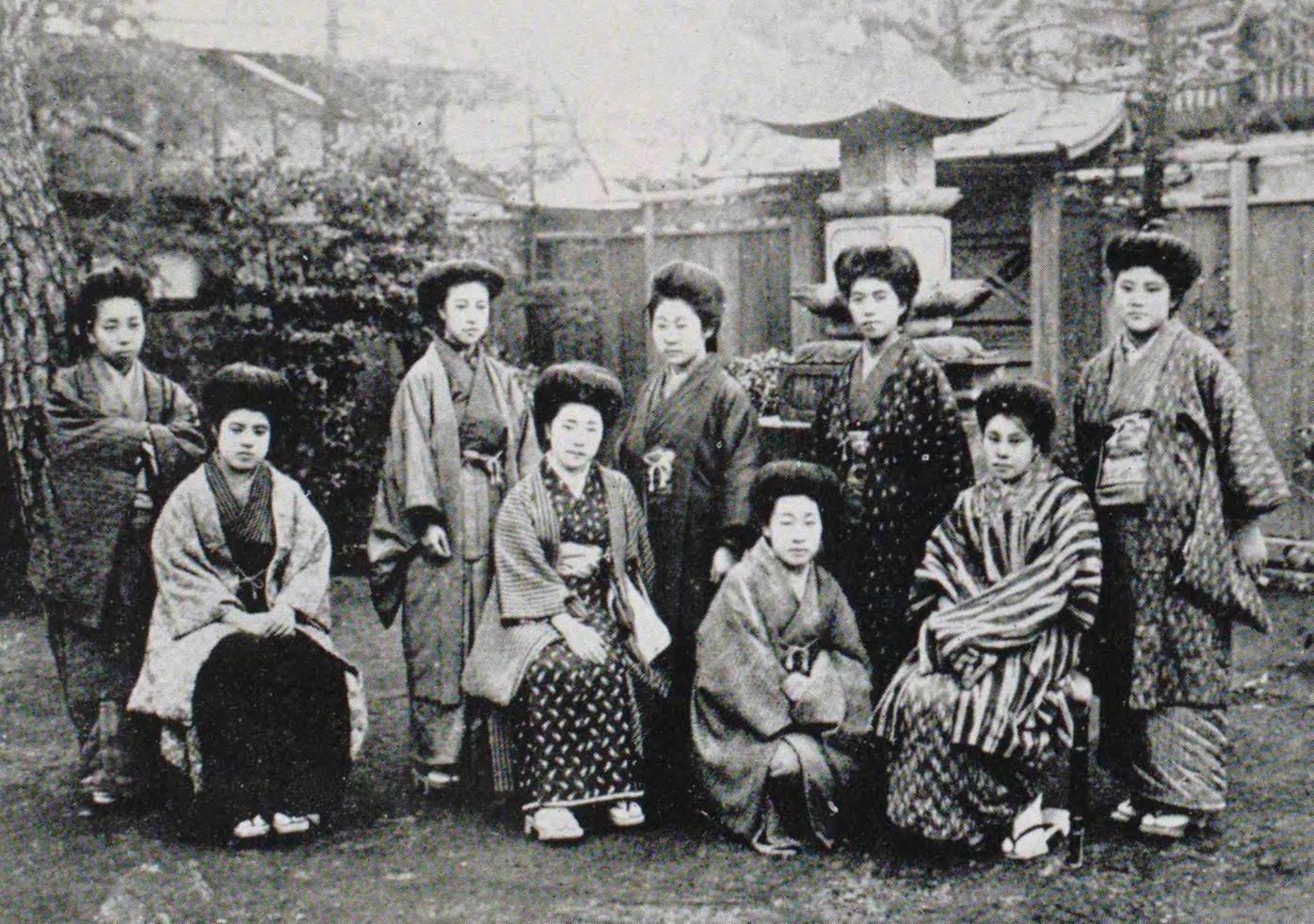
1912年、青鞜社にて撮影。前列左から田辺操、物集和子、一人おいて、小林哥津。後列左から木内錠子、平塚らいてう、中野初子、石井（和田）光子、小磯とし子。

青鞜社（せいとうしゃ）は、1911年（明治44年）、平塚らいてう（平塚雷鳥）を中心として結社された女流文学社であり、フェミニスト団体。機関誌『青鞜』を発行し、婦人解放運動を精力的に展開した。文学的思想啓蒙運動団体。1916年（大正5年）に解散。

## 概要
「青鞜」の語は、18世紀のロンドンで、文芸愛好家女性の会ブルー・ストッキングス・ソサエティのメンバーが、伝統的な黒のシルクではなく青色の靴下（実際は灰色の梳毛糸のもの）などのカジュアルな服装で集まっていたことに由来する。そのことから英語でブルーストッキング(blue stocking)は知的な女性を意味する。
青鞜社発起人は木内錠、平塚明子（らいてう）、物集和子、中野初、保持研子で、当初の事務所は本郷区駒込林町9番地の物集和子宅であった。会員は発起人と、与謝野晶子を含む賛助員7名、社員18名。
9月の『青鞜』創刊号には、次のような声明が掲載された。
元始､女性は実に太陽であった｡真正の人であった。今女性は月である｡他に依って生き､他の光によって輝く病人のような蒼白い顔の月である。私共は隠されて仕舞った我が太陽を今や取り戻さねばならぬ。—平塚らいてう『青鞜発刊に際して』
社則第1条は次のとおりである。
本社は女流文学の発達を計り、各自天賦の特性を発揮せしめ、他日女流の天才を生まむ事を目的とする。—青鞜社『社概則』第1条
第1次世界大戦による洋紙価格の高騰、1914年の平塚の引退・出産、後の編集人伊藤野枝と大杉栄の愛人関係、原田皐月の堕胎論の発禁処分などが重なり、青鞜は1915年（大正4年）6号をもって発刊が停止し、青鞜社も事実上解散となった。

## 機関誌『青鞜』
小説や短歌・俳句、戯曲の外、エドガー・アラン・ポーやモーパッサン、イプセン、メレシュコフスキー、チェーホフなどを含むヨーロッパ・ロシア文学の翻訳及び評論が掲載。

## 主な社員
- 青木穠子
- 生田花世
- 伊藤野枝 - らいてうから引き継ぎ、編集兼発行人となる。
- 江木欣々（江木栄子） - 作品発表はなし。
- 岩野清子（遠藤清子） - 岩野泡鳴の妻。
- 岡田八千代
- 岡本かの子
- 小寺菊子（尾島菊子）
- 富本一枝（尾竹紅吉）
- 加藤みどり (小説家)
- 神近市子
- 国木田治子 - 国木田独歩の妻。
- 小金井喜美子 - 森鷗外の妹。
- 小林歌(哥)津子 - 小林清親の娘[2]。
- 四賀光子
- 上代たの - 賛助員、作品発表はなし。
- 杉本まさを（清谷閑子）
- 瀬沼夏葉
- 田村俊子
- 茅野雅子
- 長沼智恵子 - 表紙絵を描いた。
- 中野初 - 発起人、編集発行人。
- 野上弥生子
- 長谷川時雨
- 原阿佐緒
- 原田皐月
- 平塚らいてう - 発起人、編集発行人。
- 堀保子
- 三ヶ島葭子
- 水野仙子
- 物集芳子（大倉燁子）
- 森志げ - 森鷗外の妻。
- 山田わか
- 与謝野晶子
- 吉屋信子
- 橋爪梅子 - 後に宿利重一の妻。